# ابن أبي الجارود
أبو الوليد موسى بن أبي الجارود المكي، فقيه من ثقات أصحاب الإمام محمد بن إدريس الشافعي.
قال زكريا الساجي: قلت لأبي داود السجستاني: «من أصحاب الشافعي؟»، فقال: «الحميدي، وأحمد، والبويطي، والربيع، وأبو ثور، وابن الجارود، والزعفراني، والكرابيسي، والمزني، وحرملة».
روى عن البويطي. وروى عن الشافعي كتاب الأمالي وغيره. وروى عنه أنه قال: «ما ناظرت أحداً فأحببت أن يخطئ». وروى عنه قوله: «إذا قلت قولاً، وصح عن رسول الله صلَّى الله عليه وسلَّم خلافُه، فقولي ما قاله رسول الله صلَّى الله عليه وسلَّم»، كما رواه عنه الحميدي، والربيع، وأبو ثور وغيرهم. كما روى عن الشافعي أن النكاح ينفسخ بسائر العيوب الزائدة على الأربعة.
وروى عنه الزعفراني، والربيع، وأبو حاتم الرازي.
وكان من جلة الفقهاء، أقام بمكة يفتي الناس على المذهب الشافعي.